# 鬥嘎爾河
鬥嘎爾河，是恒河支流甘達基河支流特耳蘇里河支流布利甘達基河（Buri Gandaki River）上游中國境內河段名稱，源流稱為查真曲，发源于西藏自治区日喀則市吉隆縣貢當鄉西北部查真拉山口附近。幹流先向南流，至桑卓後轉東南流，改稱桑卓曲。至俄拉寺附近滙集左側支流娘河後，改稱鬥嘎爾河。續轉向南偏西流，隨後流入尼泊爾境內，改稱布利甘達基河。布利甘達基河在曲桑附近匯集右側支流後，轉東南後轉南流。布利甘達基河最終注入特耳蘇里河。